# Tornade du Grand Port de Malte
La Tornade du Grand Port de Malte est une catastrophe météorologique, interprétée comme une trombe marine d'intensité T7, qui ravage le Grand Port le 23 septembre 1555 ou 1556, suivant les sources.

## Déroulement
La tornade, décrite comme un « tourbillon » ou un « typhon » débute à 7 heures du soir et ravage le port et ses environs. Elle est décrite aussi violente que brève puisque sa durée n'est estimée qu'à une demi-heure.
La venue de la nuit gêne les secours. Le jour se lève sur un spectacle de désolation, surtout dans le port. Le bilan humain atteint six-cents victimes noyées, officiers, soldats et esclaves. Au moins quatre galères de l'ordre de Saint-Jean de Jérusalem sont perdues : les navires Santa Fè, San Michele, San Filippo et San Claudio. Plusieurs maisons à proximité du port sont également détruites. Le Fort Saint-Ange est touché et l'étendard de l'Ordre est déchiré et projeté un demi-mille plus loin.
Les récits disent comment le grand maître Claude de La Sengle lui-même est venu participer aux secours et put ainsi sauver le chevalier Mathurin Romegas ainsi qu'un singe.
Cette tornade est considérée comme la plus meurtrière de l'histoire européenne,, c'est aussi la catastrophe naturelle la plus meurtrière de l'histoire maltaise.

## Conséquences stratégiques
Pour aider l'Ordre en grande difficulté, le roi d'Espagne Philippe II lui donna deux galères ; Philippe du Broc, devenu prieur de Saint Gilles offrit un galion ; deux galères françaises vinrent rapidement prêter leur concours. Cette aide fut précieuse car le fameux corsaire Dragut ne tarda pas à vouloir profiter de la faiblesse des chevaliers dans une attaque qui put ainsi être repoussée.